# Luis Grieb
Luis Grieb (Argentina, 14 de mayo de 1951) es un deportista argentino-austríaco que ganó cuatro medallas paralímpicas en cuatro Juegos Paralímpicos diferentes: Heidelberg 1972 (bronce en baloncesto en silla de ruedas), Toronto 1976 (bronce en lanzamiento de disco), Arnhem 1980 (plata en lanzamiento de disco) y Seúl 1988 (oro en lanzamiento de disco). Las tres primeras actuaciones las realizó representando a la Argentina y la última representando a Austria.
A partir de la década de 1990 comenzó a competir en tenis en silla de ruedas, alcanzando en 1995 el 38.º puesto en el ranking mundial individual y en 1998 el 45.º puesto en el ranking mundial en dobles.

## Carrera deportiva

### Juegos Paralímpicos de Heidelberg 1972
Luis Grieb integró la delegación argentina a los Juegos Paralímpicos de Heidelberg 1972, compitiendo en lanzamiento de disco, finalizando en 12ª posición.

#### Medalla de bronce en baloncesto en silla de ruedas
Grieb integró también el equipo de baloncesto que obtuvo la medalla de bronce: Juan Luis Costantini, Héctor Leurino (capitán), Guillermo Prieto, Alberto Parodi, Daniel Tonso, Luis Grieb, Juan Vega, Rubén Ferrari y Aldo Di Meola.
Participaron nueve países: Argentina, Australia Estados Unidos, Francia, Gran Bretaña, Israel, Italia, Países Bajos y Suecia que fueron dividos en dos grupos. Argentina salió primera en el Grupo A, ganándole a Gran Bretaña 56-48, a Suecia 78-26, a Países Bajos 61-36 y a Italia 70-44. En la semifinal perdió con Israel por un solo doble (53-55). El partido por la medalla de bronce fue contra Gran Bretaña, volviéndola a vencer esta vez por 54-39. Al año siguiente el equipo argentino se consagraría campeón mundial.
| Baloncesto Varones | Baloncesto Varones | Baloncesto Varones |
|                    | País               |                    |
| ------------------ | ------------------ | ------------------ |
| 1                  | Estados Unidos     |                    |
| 2                  | Israel             |                    |
| 3                  | Argentina          |                    |
| Fuente: IPC.       |                    |                    |

### Juegos Paralímpicos de Toronto 1976
| Atletismo Varones Lanzamiento de disco 4 Participantes: 27 | Atletismo Varones Lanzamiento de disco 4 Participantes: 27 | Atletismo Varones Lanzamiento de disco 4 Participantes: 27 | Atletismo Varones Lanzamiento de disco 4 Participantes: 27 | Atletismo Varones Lanzamiento de disco 4 Participantes: 27 |
|                                                            | Atleta                                                     | País                                                       | Distancia                                                  |                                                            |
| ---------------------------------------------------------- | ---------------------------------------------------------- | ---------------------------------------------------------- | ---------------------------------------------------------- | ---------------------------------------------------------- |
| 1                                                          | Remi Ophem                                                 | Bélgica                                                    | RM 31.12                                                   |                                                            |
| 2                                                          | Eugene Reimer                                              | Canadá                                                     | 28.82                                                      |                                                            |
| 3                                                          | Luis Grieb                                                 | Argentina                                                  | 27.00                                                      |                                                            |
| Fuente: IPC.                                               |                                                            |                                                            |                                                            |                                                            |

### Juegos Paralímpicos de Arnhem 1980
| Atletismo Varones Lanzamiento de disco 4 Participantes: 23 | Atletismo Varones Lanzamiento de disco 4 Participantes: 23 | Atletismo Varones Lanzamiento de disco 4 Participantes: 23 | Atletismo Varones Lanzamiento de disco 4 Participantes: 23 | Atletismo Varones Lanzamiento de disco 4 Participantes: 23 |
|                                                            | Atleta                                                     | País                                                       | Distancia                                                  |                                                            |
| ---------------------------------------------------------- | ---------------------------------------------------------- | ---------------------------------------------------------- | ---------------------------------------------------------- | ---------------------------------------------------------- |
| 1                                                          | Eugene Reimer                                              | Canadá                                                     | 29.80                                                      |                                                            |
| 2                                                          | Luis Grieb                                                 | Argentina                                                  | 29.44                                                      |                                                            |
| 3                                                          | S. Gregg                                                   | Gran Bretaña                                               | 28.48                                                      |                                                            |
| Fuente: IPC.                                               |                                                            |                                                            |                                                            |                                                            |

### Juegos Paralímpicos de Seúl 1988
| Atletismo Varones Lanzamiento de disco 4 Participantes: 23 | Atletismo Varones Lanzamiento de disco 4 Participantes: 23 | Atletismo Varones Lanzamiento de disco 4 Participantes: 23 | Atletismo Varones Lanzamiento de disco 4 Participantes: 23 | Atletismo Varones Lanzamiento de disco 4 Participantes: 23 |
|                                                            | Atleta                                                     | País                                                       | Distancia                                                  |                                                            |
| ---------------------------------------------------------- | ---------------------------------------------------------- | ---------------------------------------------------------- | ---------------------------------------------------------- | ---------------------------------------------------------- |
| 1                                                          | Luis Grieb                                                 | Austria                                                    | 36.66                                                      |                                                            |
| 2                                                          | Terry Guidy                                                | Australia                                                  | 34.82                                                      |                                                            |
| 3                                                          | Jacques Martin                                             | Canadá                                                     | 32.86                                                      |                                                            |
| Fuente: IPC.                                               |                                                            |                                                            |                                                            |                                                            |